# Мансаналь-де-Арріба
Мансаналь-де-Арріба (ісп. Manzanal de Arriba) — муніципалітет в Іспанії, у складі автономної спільноти Кастилія-і-Леон, у провінції Самора. Населення — 412 осіб (2010).

## Географія
Муніципалітет розташований на португальсько-іспанському кордоні.
Муніципалітет розташований на відстані близько 290 км на північний захід від Мадрида, 80 км на північний захід від Самори.
На території муніципалітету розташовані такі населені пункти: (дані про населення за 2010 рік)
- Кодесаль: 120 осіб
- Фольгосо-де-ла-Карбальєда: 71 особа
- Лінарехос: 9 осіб
- Мансаналь-де-Арріба: 71 особа
- Педросо-де-ла-Карбальєда: 25 осіб
- Сагальйос: 64 особи
- Сандін: 41 особа
- Санта-Крус-де-лос-Куеррагос: 11 осіб

## Демографія
Динаміка населення (INE ):